# Санкт-Георген-им-Лафантталь
Санкт-Георген-им-Лафантталь, Санкт-Георген-им-Лавантталь (нем. Sankt Georgen im Lavanttal) — община (нем. Gemeinde) в Австрии, в федеральной земле Каринтия. 
Входит в состав округа Вольфсберг.  Население составляет 2082 человека (на 31 декабря 2005 года). Занимает площадь 72,39 км². Официальный код  —  2 09 14.

## Политическая ситуация
Бургомистр общины — Карл Маркут (СДПА) по результатам выборов 2003 года.
Распределение мест:
Совет представителей общины (нем. Gemeinderat) состоит из 19 мест.
- СДПА занимает 10 мест;
- АПС занимает 6 мест;
- АНП занимает 3 места.